# جيم فيرغسون
جيم فيرغسون (بالإنجليزية: Jim Ferguson)‏ (30 أغسطس 1896 في المملكة المتحدة - 21 سبتمبر 1952 بغلاسكو في المملكة المتحدة) هو لاعب كرة قدم بريطاني (وحمل سابقاً جنسية المملكة المتحدة لبريطانيا العظمى وأيرلندا) في مركز حراسة المرمى. لعب مع نادي بارتيك ثيسل ونادي برينتفورد ونوتس كاونتي وSt Roch's F.C. ‏ ونادي آير يونايتد.